# Westley
Westley és una concentració de població designada pel cens dels Estats Units a l'estat de Califòrnia. Segons el cens del 2000 tenia 747 habitants.

## Demografia
Segons el cens del 2000, Westley tenia 747 habitants, 139 habitatges, i 128 famílies. La densitat de població era de 171,7 habitants/km².
Dels 139 habitatges en un 67,6% hi vivien nens de menys de 18 anys, en un 76,3% hi vivien parelles casades, en un 11,5% dones solteres, i en un 7,2% no eren unitats familiars. En el 7,2% dels habitatges hi vivien persones soles el 3,6% de les quals corresponia a persones de 65 anys o més que vivien soles. El nombre mitjà de persones vivint en cada habitatge era de 4,38 i el nombre mitjà de persones que vivien en cada família era de 4,54.
Per edats la població es repartia de la següent manera: un 36,8% tenia menys de 18 anys, un 12,4% entre 18 i 24, un 30,1% entre 25 i 44, un 17,1% de 45 a 60 i un 3,5% 65 anys o més.
L'edat mediana era de 26 anys. Per cada 100 dones de 18 o més anys hi havia 137,2 homes.
La renda mediana per habitatge era de 20.417 $ i la renda mediana per família de 21.458 $. Els homes tenien una renda mediana de 16.691 $ mentre que les dones 23.750 $. La renda per capita de la població era de 6.137 $. Entorn del 42,6% de les famílies i el 64,9% de la població estaven per davall del llindar de pobresa.

## Poblacions més properes
El següent diagrama mostra les poblacions més properes.